# Казанский речной порт

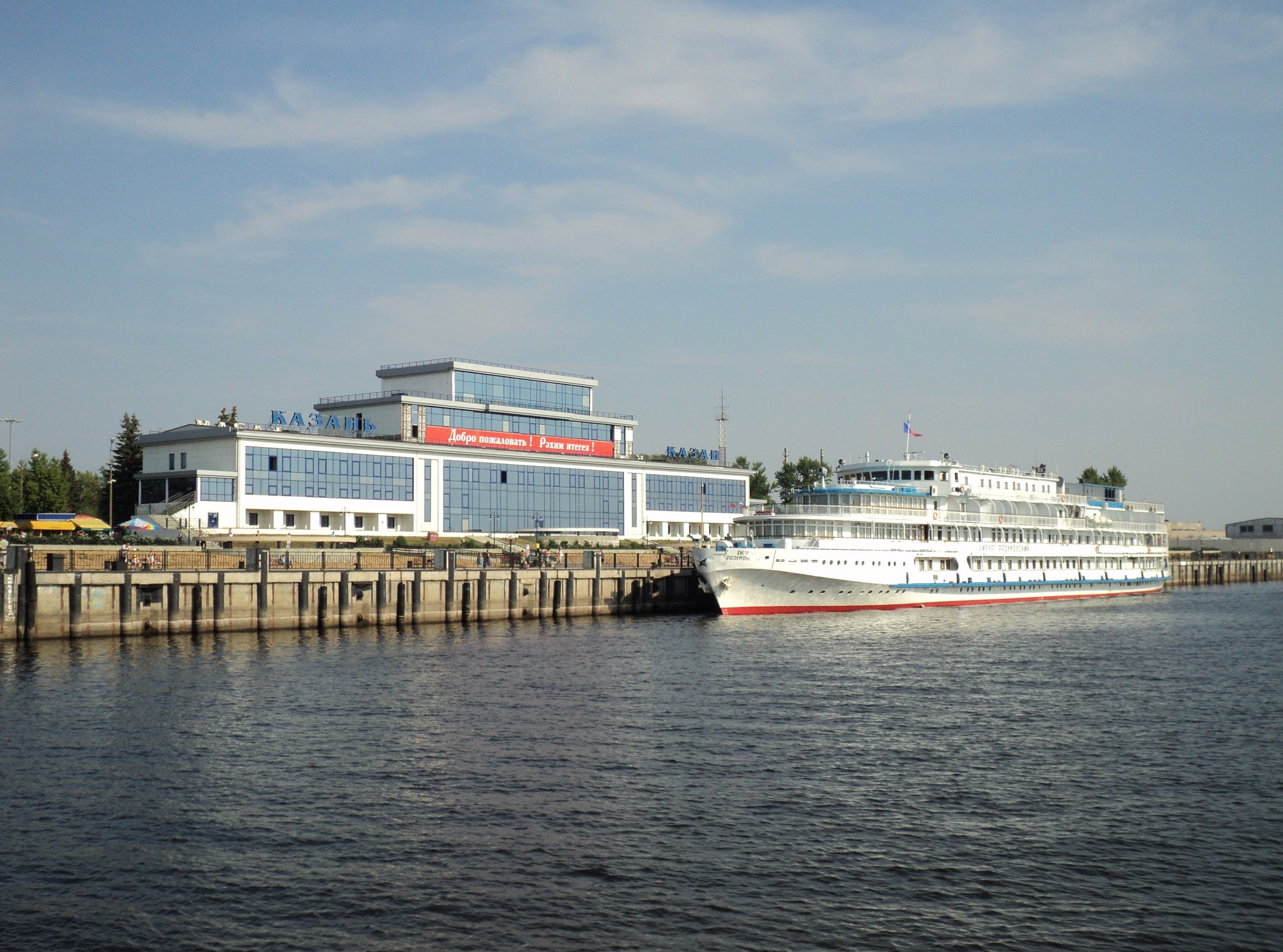
Речной порт в 2010 году

Казанский речной порт — речной порт находящийся, в соответствии с Постановлением Правительства РФ от 23 июля 2004г. N 371 "Об утверждении Положения о Федеральном агентстве морского и речного транспорта",  в оперативном ведении ФБУ Администрации Волжского бассейна внутренних водных путей Федерального агентства морского и речного транспорта при  Министерстве транспорта Российской Федерации в городе Казань, расположенный на левом берегу реки Волги (на 1310 километре). Является крупнейшим портом Татарстана. Посредством единой глубоководной системы Европейской части России сообщается с Белым, Балтийским, Чёрным, Азовским и Каспийским морями, вследствие чего является одним из ключевых транспортных центров.

## История
Казань исторически является одним из крупнейших центров судоходства на Волге, так как находится на волжском торговом пути. Есть сведения об ежегодном проведении весенней ярмарке в XV веке на «Гостином» острове (остров Маркиз) в окрестностях города. Через реку Казанку суда с Волги подходили к посаду, к протоке Булак и озеру Кабан. По их берегам имелись естественные пристани, на которых осуществлялась выгрузка-погрузка различных товаров.
24 августа 1552 года из-за бури у пристаней в устье Казанки затонуло много судов с запасами продовольствия для войск Иоанна IV, осаждавших Казань. В сентябре-октябре судовой ратью сюда доставлялись новые припасы для осады.
После того как земли Поволжья были присоединёны к Русскому царству пристани Казани начали принимать купеческие суда купцов, которые весной отправлялись караванами от Нижнего Новгорода до Астрахани, а осенью возвращались обратно из Астрахани. Купеческие суда охранялись стрельцами и особых военных флотилий, носивших название «ясаульные струги».
В селе Бишбалта, расположенном около Зилантова Успенского монастыря возле устья реки Казанки было организовано строительство судов. В 1710 году для Балтийского флота была построена эскадра из пяти кораблей — «Город Казань», «Орёл», «Полумесяц», «Северная звезда», «Солнце». Позже здесь были построены несколько судов, предназначавшихся для Каспийского моря.
В 1718 году по Указу Петра I около деревни Бишбалта (Бежболды) на левом берегу реки Казанки было организовано Казанское адмиралтейство, которое в следующее столетие стало крупнейшим центром судостроения на Волге. На верфях Казанского адмиралтейства большей частью была построена Военная флотилия для Персидского похода 1722—1723 годов.
В XVIII веке рядом с верфью образуется Адмиралтейская слобода. Весенние пристани слободы наиболее полно могли функционировать только при большой воде, во время разлива Волги и Казанки. Спуск судов со стапелей Казанского адмиралтейства также производился раз в год во время весеннего половодья, в первой половине мая. В межень действовали волжские пристани у деревни Бакалда (Бакалдинские пристани располагались не у устья Казанки, а гораздо дальше по течению Волги).
Для посещения Казани российские монархи использовали водный путь. В мае 1767 года императрица Екатерина II со свитой в 1 122 человека «чинов флотских, артиллерийских, солдатских и адмиралтейских» прибыла в Казань на гребной флотилии, включавшей галеры «Волга», «Вома», «Казань», «Кострома», «Лема», «Нижний Новгород», «Ржев Владимиров», «Севостьяновка», «Симбирск», «Тверь», «Углич», «Ярославль», где была торжественно встречена. 24 мая 1798 года император Павел I прибыл на катере к кремлёвской пристани с сыновьями Константином и Александром.
По указанию Александра I 1812 года все суда, приходящие в Казань, должны были привозить по 10-30 камней (для мощения городских улиц).
В октябре 1817 года первые два парохода на Волге мощностью 8 и 36 лошадиных сил, которые были построены владельцем Пожевского железоделательного завода В. А. Всеволожским прибыли с Камы в Казань.
Ввиду неудобства проводки больших морских судов из Казани до Каспия в конце 1820-х годов был поднят вопрос об упразднении Казанского адмиралтейства. В 1829 году Казанское адмиралтейство прекратило существование. Вниз по Волге в Астрахань на баржах было доставлено всё оборудование Казанской верфи и адмиралтейских мастерских.

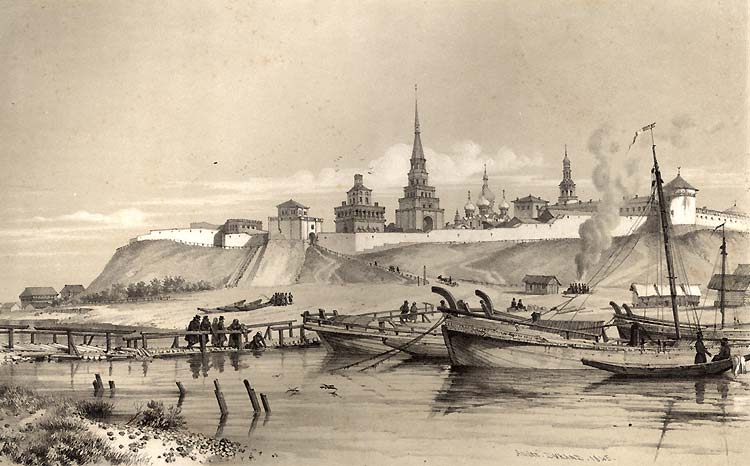
Пристань у кремля между плавучим мостом через Казанку и устьем Булака в 1840-е годы.

В 1833 году Адмиралтейская слобода была включена в черту города. В 1842—1849 годах возводится и укрепляется дамба, соединившая устья реки Казанки с городом.
С открытием пароходного сообщения на Волге и Каме возросла роль Казани в качестве крупного центра транзитной торговли. В 1850-е годы в городе имелось несколько купеческих компаний, строивших и эксплуатировавших буксирные и пассажирские суда. Быстро росло число речников и судовых рабочих, которых уже в 1851 году на Казанской пристани насчитывалось свыше 14 тысяч человек.

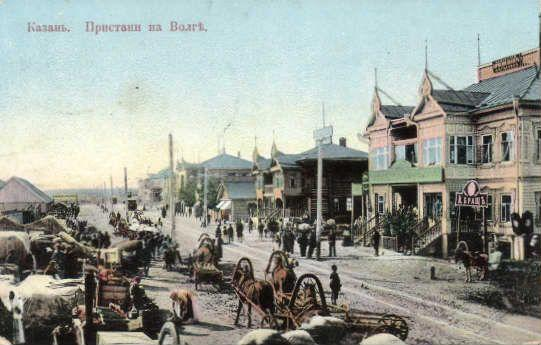
Пристани Дальнего Устья.

Кремлёвские пристани на Казанке у Булака обслуживали Биржу, действовавшую на Ярмарочной площади. Усть-Казанская пристань (пристань Казань) делилась на две части. Весенние пристани Адмиралтейской слободы из-за расположения у весеннего устья Казанки именовались Ближним Устьем, а пристани непосредственно у впадения Казанки в Волгу назывались Дальним Устьем. Последние начинали действовать лишь после спада воды.
Во время навигации в Дальнем Устье действовал свой оживлённый и многолюдный посёлок с несколькими сотнями деревянных построек. На зиму он замирал, а весною, во время разлива Волги, совершенно затоплялся.
В 1875 году конная железная дорога связала Дальнее и Ближнее Устье с центром города.

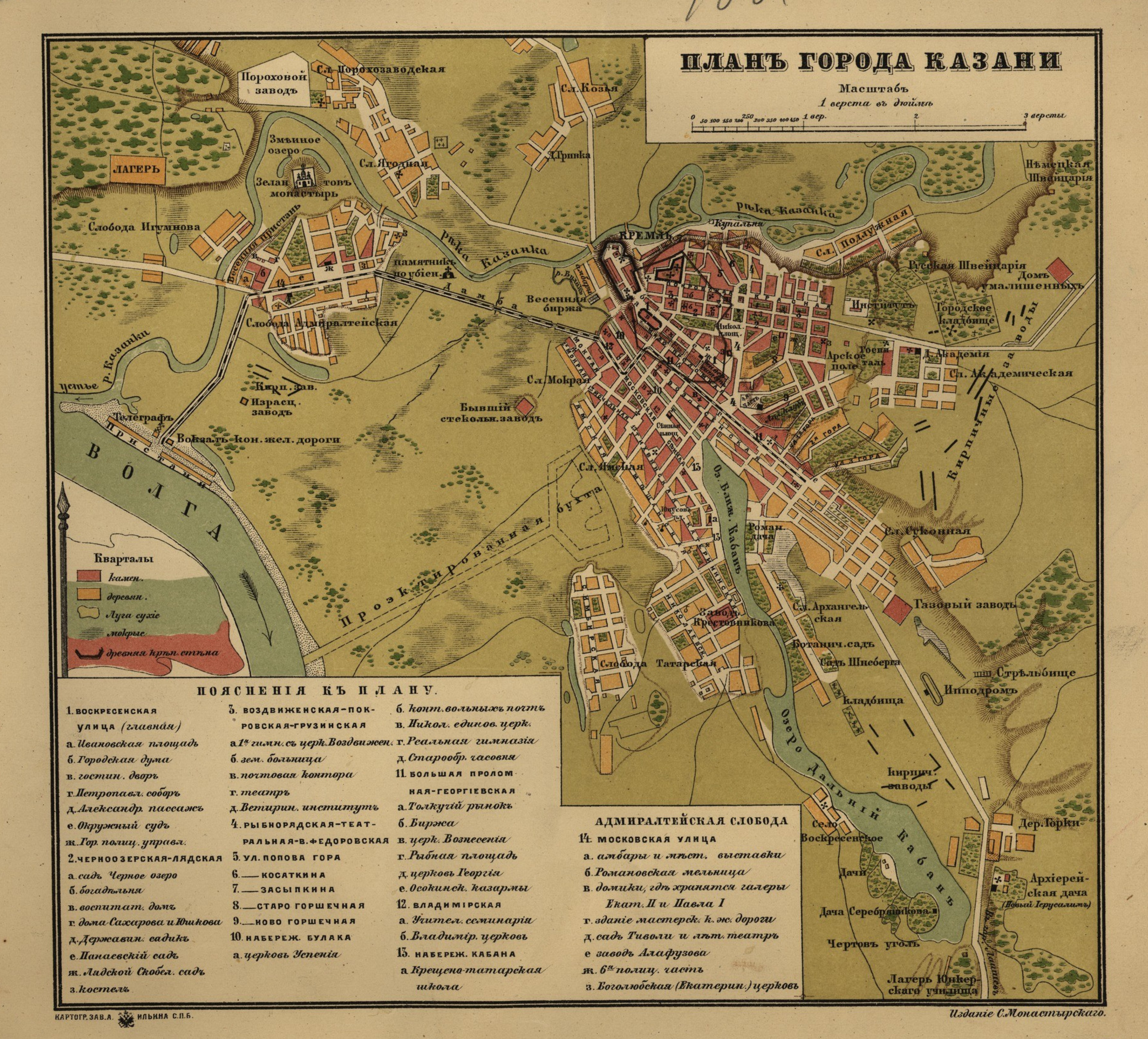
План Казани конца XIX века. Пунктиром обозначена проектированная новая бухта.

До начала XX века речной транспорт являлся важнейшим видом транспорта для Казани. Поэтому в конце XIX века, в связи с бурным развитием волжского судоходства, у казанских промышленников появляются планы создания нового высокопропускного городского порта.
Например, предполагалось сооружение у Ямской слободы бухты, соединённой каналом с основным руслом Волги. Однако этот проект не был реализован, так как требовал больших сумм капиталовложений, которые не были предоставлены ни правительством, ни частными обществами.
В то же время годовые обороты Усть-Казанской пристани нередко достигали одного миллиона рублей. Всего на казанских пристанях нагружалось в 1890-е, в среднем, ежегодно 74 тыс. тонн (4,5 млн пудов) и выгружалось около 130 тыс. тонн (8 млн ов), в том числе хлебных продуктов до 66 тыс. тонн (4 млн пудов), бакалейных, галантерейных и мануфактурных товаров до 57 тыс. т (3,5 млн пудов), столько же сала, мыла и стеариновых свечей, нефти, сахара, корья и мочала; арбузов и овощей — 8,2 тыс. тонн (0,5 млн пудов). В конце XIX века пристань Казань была второй на Волге по величине после Нижегородской.
С 1900 года до Дальнего Устья вместо конки стал ходить электрический трамвай. От Ямской слободы к пристаням была проложена прямая шоссейная дорога.

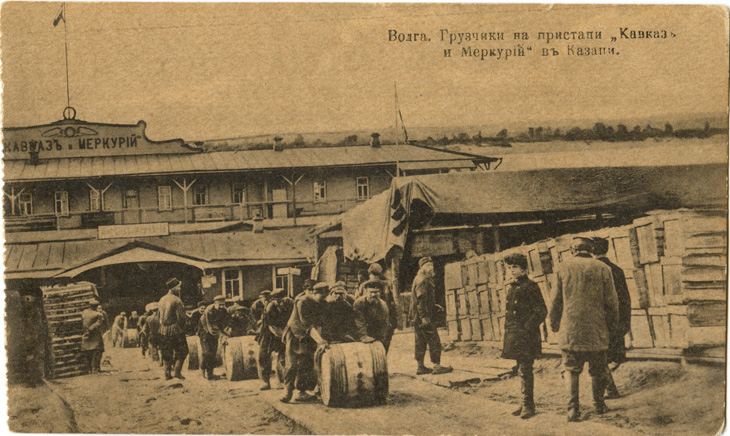
Грузчики на казанской пристани пароходства «Кавказ и Меркурий».

Для подготовки работников речного транспорта в 1904 году было основано Казанское речное училище (Казанский техникум водного транспорта; Казанский речной техникум имени Героя Советского Союза М. П. Девятаева; ныне — Казанский филиал ФГОУ ВПО «Волжская государственная академия водного транспорта»).
В 1910 году грузооборот казанской пристани в денежном выражении достиг 160 млн рублей (для сравнения: в 1907 году через Казанскую железнодорожную станцию прошло товаров на сумму свыше 10 млн, а по грунтовым дорогам — на сумму свыше 52 млн рублей).
В то время разгрузка и погрузка товаров на суда осуществлялась полностью вручную. Так, в 1900—1914 годы на «спинную подушку» (или «плотник») каждого грузчика пристани Казань приходилось в среднем по 3-5 тонн (200—300 пудов) груза в день, а в дни напряжённой работы — свыше 13 т (800 пудов) с ручным проносом груза вглубь откосного берега на расстояние 70-80 метров.
В 1915 году вновь поднимается вопрос о новом речном порте Казани.
Во время Гражданской войны в 1918 году при штурме Казани Народной армией КОМУЧа и захвате Казани Рабоче-Крестьянской Красной армией, при активном участии Волжской флотилии, инфраструктура казанских пристаней была сильно разрушена.
В годы первых советских пятилеток казанские пристани были реконструированы. В 1936 году на восьми грузовых причалах устанавливаются тяговые лебёдки, транспортёры. Железнодорожную ветку проложили к грузовым причалам на Дальнем Устье, что позволило осуществлять прямые железнодорожно-водные перевозки грузов.
В годы Великой Отечественной войны через Казанские пристани отправлялось большое количество военных грузов на фронт, особенно к осаждённому Сталинграду, а также проводилась эвакуация мирных жителей и многих предприятий 19 июля 1941 года пристани Казань вручили переходящее Красное знамя Государственного Комитета Обороны СССР.
В апреле 1948 года пристань Казань была преобразована в Казанский речной порт по приказу Министра речного флота СССР Зосимы Шашкова,. Одновременно с этим на базе Татарского агентства местного флота было организовано Казанское районное управление речного флота (РУРФ) с границами деятельности на Волге от пристани Ильинка до пристани Тетюши. В 1955 году РУРФ будет объединён с Казанским речным портом, за исключением участка от Ильинки до Волжска, отведённого в сферу деятельности Чебоксарского речного порта.
В июле 1948 года по инициативе начальника РУРФ Павла Георгиевича Солдатова работниками порта в районе Юматихи на Волге была начата добыча песчано-гравийной смеси, с 1949 года добыча смеси при помощи плавучих паровых кранов была начата со дна Камы в районе Лаишево . Первые баржи с песчано-гравийной смесью были отправлены в район Ставрополя-на-Волге на строительство Куйбышевской ГЭС. Тем самым было положено начало развитию масштабной добычи ценного строительного сырья, уровень добычи которого к началу 1990-х годов достигал за навигационный период до 23 миллионов тонн. Производство и поставка песчано-гравийной смеси и речного песка для нужд строительных и дорожно-строительных предприятий Поволжья и Урала до сих пор является одним из основных видов деятельности Казанского речного порта.
В 1950 году в преддверии предстоящего затопления причалов и жилого посёлка речников на Дальнем Устье водами Куйбышевского водохранилища было начато проектирование нового речного порта Казани Государственным институтом проектирования объектов речного транспорта. В октябре 1952 года Директивами XIX съезда КПСС было утверждёно решение о сооружении в Казани нового полностью механизированного речного порта и переоборудования ряда пристаней Казанского районного управления речного флота, попадающих в зону затопления Куйбышевского водохранилища.
По проекту акватория Нового порта глубоко врезалась в коренной берег Волги. Для подхода к городу крупных судов должен был быть сооружён специальный портовый бассейн, на берегу которого размещались причалы и портовое хозяйство. Бассейн начинался у Волги и подступал к бывшей Ново-Татарской слободе. Его ширина в нижней части составляла 200 м, а у слободы — 400 м, глубина достигала 8 метров.
В октябре 1956 года прекратились перегрузочные работы на причалах на Дальнем Устье, начался снос причальных строений, складов и жилого посёлка речников. В новом порту принимается от строителей 1 000 метров причальной стенки, начинается монтаж первых пяти портальных кранов французской фирмы «Каяр».

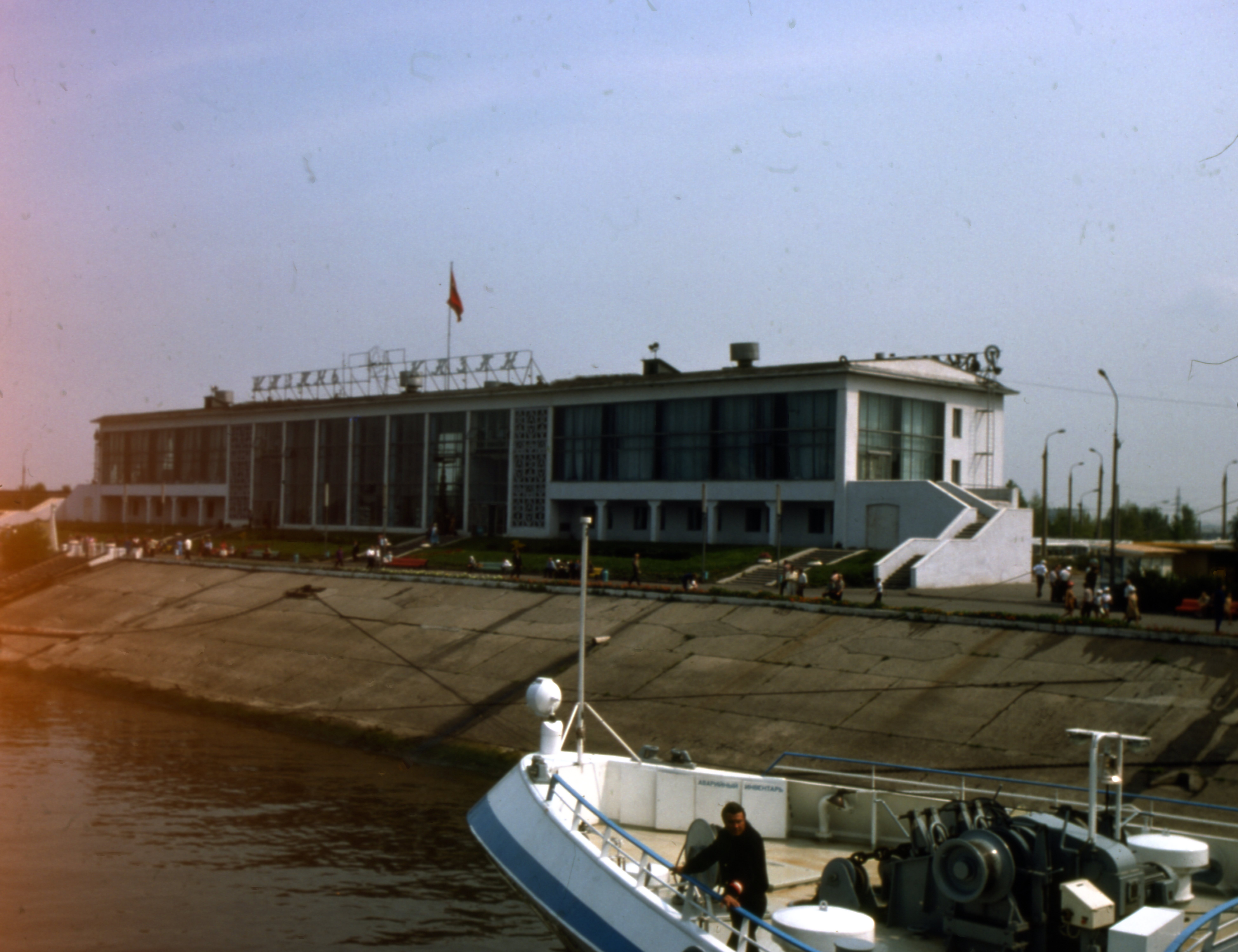
Казанский речной порт в 1975 году

В апреле 1957 года началось затопление Куйбышевского водохранилища. 20 декабря 1957 года в эксплуатацию был приняты первые объекты порта и по 1964 год по мере готовности вводились в эксплуатацию ремонтно-механические мастерские, склады, зарядная станция, портальные краны и прочие сооружения. 8 июня 1964 года Государственной комиссией бы подписан акт о приёмке нового Казанского порта в эксплуатацию. Начальником порта был назначен Пётр Подъячев.
Ещё в 1962 году новый Казанский порт достиг планируемой мощности и вышел в число наиболее ведущих предприятий Волги и Министерства речного флота РСФСР. Капиталовложения на строительство нового порта окупились полностью суммой прибыли от его эксплуатации за шесть лет, в 1963 году.

Важную роль в деятельности портового хозяйства сыграли бывшие начальники порта В. П. Иваненко, А. М. Костин, В. В. Нефёдов и другие руководители. За достигнутые высокие показатели в VIII-ой пятилетке коллектив Казанского порта был награждён орденом Трудового Красного Знамени, а в 1972 году — почётным знаком ЦК КПСС, Совета Министров СССР, ВЦСПС и ЦК ВЛКСМ.

Вид на речной порт в 1975 году

В то время Казанский порт был крупнейшим портом Волжского бассейна. Порт нашел отражение в творчестве советских художников Н. Д. Кузнецова (1923—1974), Н. Н. Галахова.
Ежегодный рост объёмов работ и стабильная финансово-хозяйственная деятельность Казанского порта продолжалась вплоть до 1991 года, после которого начался период спада производства.
27 июля 1993 года постановлением кабинета министров Республики Татарстан № 449 Казанский речной порт преобразован в ГУП «Судоходная компания „Татфлот“», директорами которого были Р. Х. Ахмеров (1993—1996), Р. Х. Сафин (1996—2001), А. Н. Казанков (2001—2005).
В связи с незаконной приватизацией производственных объектов Казанского речного порта, по требованию Федерального государственного учреждения "Волжское государственное бассейновое управление водных путей и судоходства", г. Н.Новгород, Арбитражный суд Республики Татарстан решением от 13 мая 2009 года по делу №  A65-24206/2008  признал Постановление Министерства земельных и имущественных отношений РТ № 21 от 16 февраля 2004г. «О приватизации ГУП «СК Татфлот» не законным и не подлежащим применению в части федерального имущества, принадлежащего ФГУ «Волжское ГБУ».
В настоящее время при Казанском транспортном узле начато строительство нового речного порта близ железнодорожной станции Свияжск, в устье реки Свияга. «Свияжский межрегиональный мультимодальный логистический центр» должен стать ядром транспортно-логистической системы перевозки грузов в Поволжском регионе. На реализацию проекта СММЛЦ из федерального бюджета было выделено в общей сложности 5,6 млрд рублей, частные инвестиции составляют порядка 8,5 млрд рублей. Ожидается, что к 2015 году СММЛЦ будет перерабатывать до 2 млн тонн контейнерных грузов и до 10 млн тонн строительных грузов в год.

## Структура
Пассажирский причал Казанского порта представляет собой искусственный пирс длиной километр и шириной от 150 до 200 метров. Минимальная глубина у причала составляет 4,5 метра, а у причальной стенки глубина достигает 6-7 метров. Около причала размещаются вокзал и грузовой терминал.

### Речной вокзал

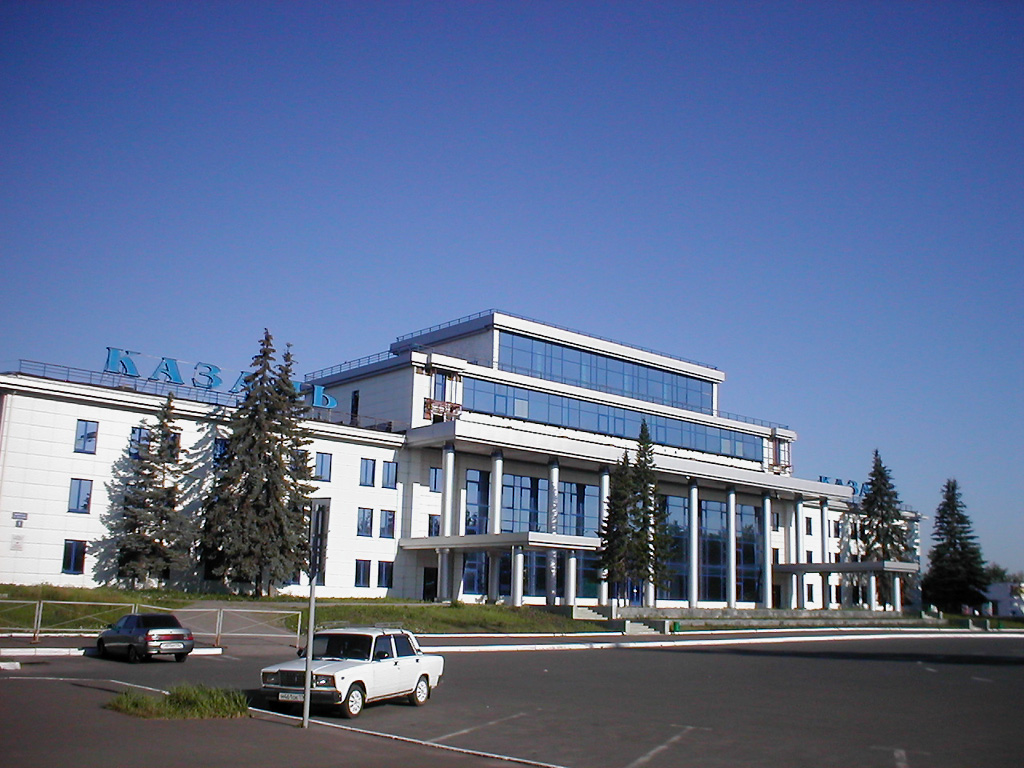
Главное здание Казанского речного вокзала

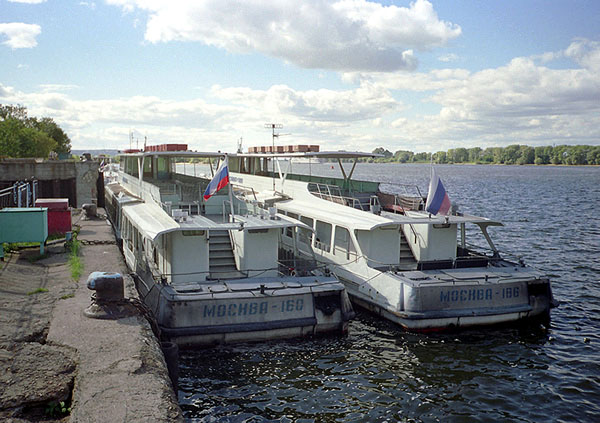
Теплоходы «Москва» у пригородных причалов

Казанский речной вокзал имеет несколько зданий-корпусов, расположенных на берегу Волги у начала улицы Девятаева.
Комплекс речного вокзала включает: реконструируемое центральное здание вокзала; здание пригородного вокзала, в котором находятся: кассовый зал, зал ожидания, медпункт, комната матери и ребёнка, справочное бюро, кассы междугородных автобусных отправлений, администрация ООО «Казанское речное пассажирское агентство»; здание ОАО СК «Татфлот»; пассажирские пригородные причалы-пристани (№ 1-8) — 382 п/м; пассажирские туристические причалы-пристани (№ 9-15) — 449 п/м; перрон для междугородных автобусов; несколько кафе-баров. Общая площадь здания пригородного вокзала составляет 835 м².
Главное (центральное) здание речного вокзала построено у пассажирского причала в 1962 году по проекту архитекторов И. Г. Гайнутдинова и С. М. Константинова. Оно считается организующим элементом всего портового комплекса. С 2005 года находится в стадии перереконструкции.
Речной вокзал принимает пассажирские суда междугородних круизов дальнего следования, регуляриных пригородных маршрутов (до Болгар, Камского Устья, Печищ, Садовой, Свияжска , Тетюш), а также нерегулярных экскурсионных, прогулочных, развлекательных рейсов. Летом пассажиропоток составляет около 6 тысяч человек в сутки. Используются пригородные суда типов «Москва», «Московский», ОМ, (на подводных крыльях) «Метеор», «Валдай».
Гарантированная глубина у причальной стенки Казанского порта (от 4,5 метров) позволяет порту принимать и обрабатывать водоизмещающие и глиссирующие суда класса «река» и «река-море» всех типов.
В зимний период от вокзала на противоположный берег Волги, до Верхнего Услона, ходит судно на воздушной подушке проекта «Марс-2000» — «Капитан Куклев», перевозящее около 250 человек в день.

### Грузовой терминал

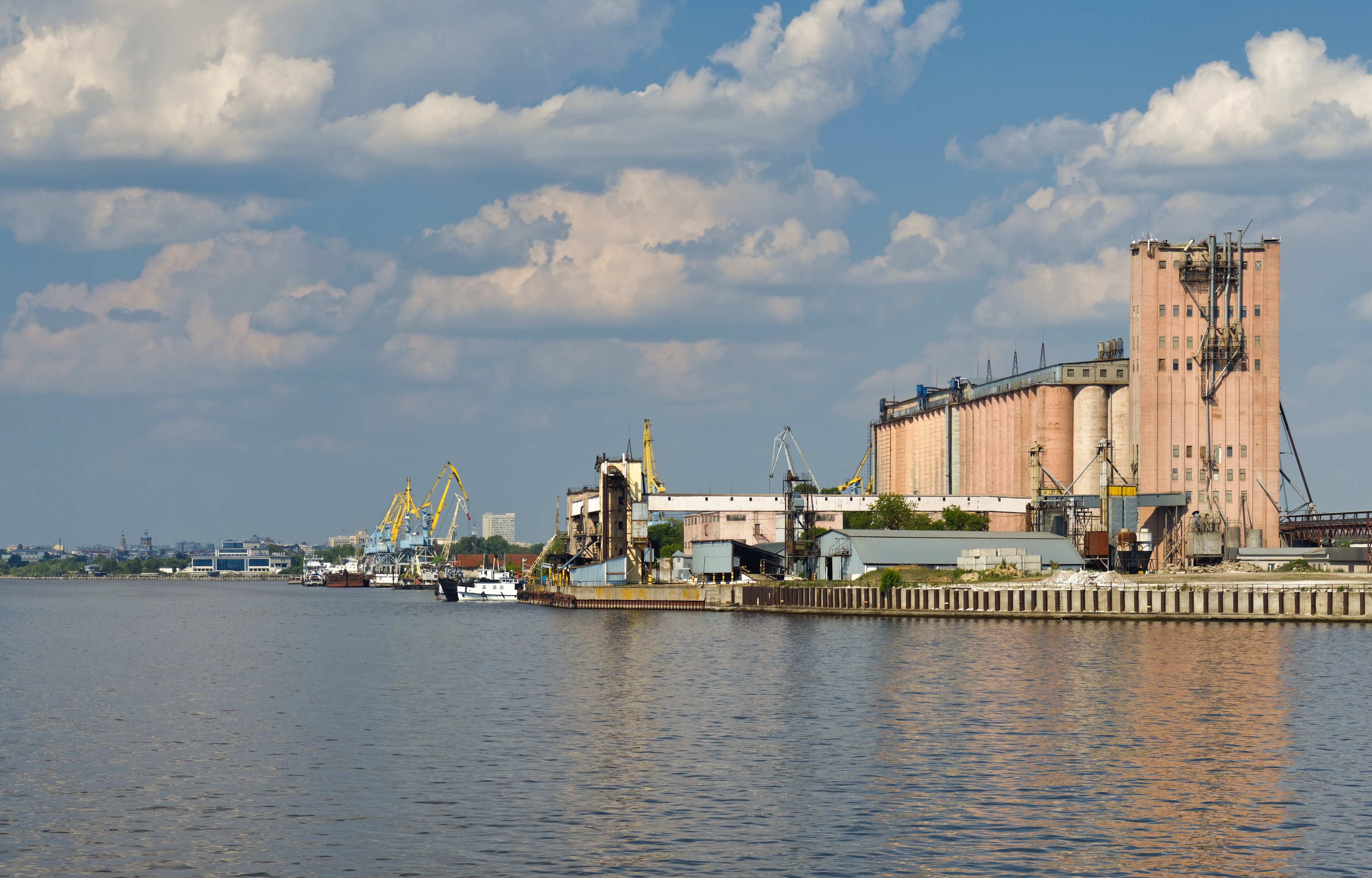
Элеватор

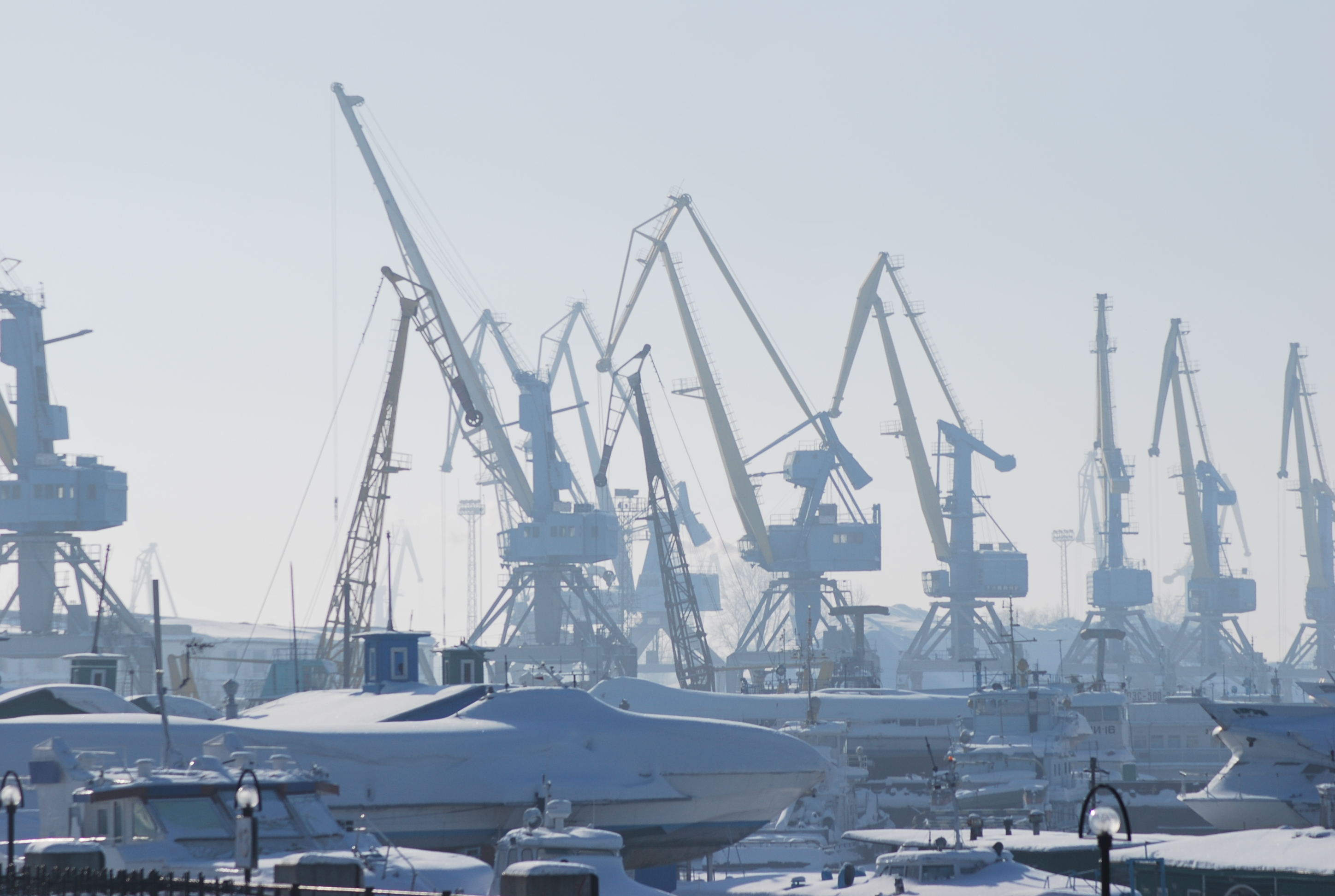
Портовые краны

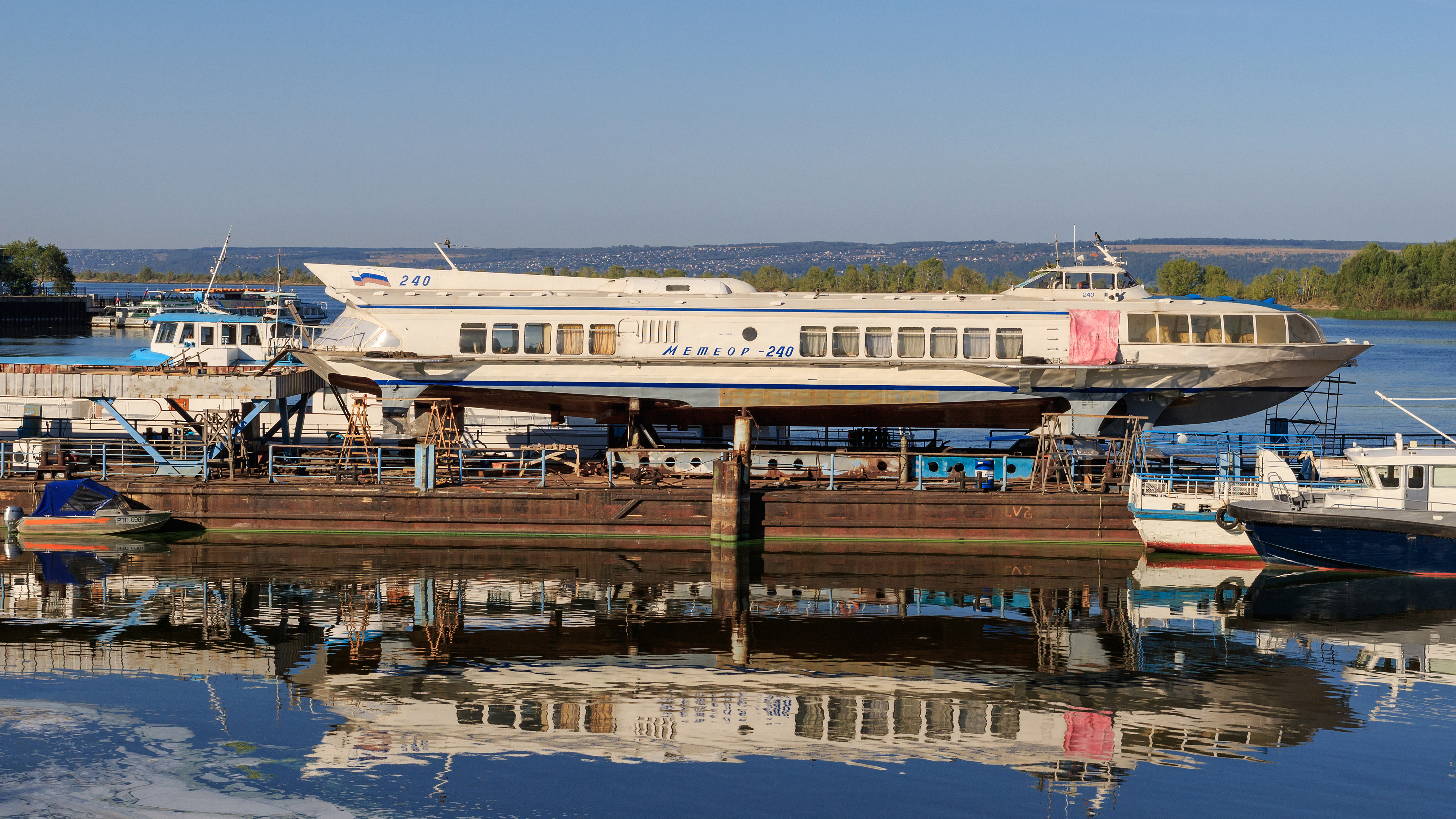
Теплоход «Метеор» на ремонтно-зимовочном стапеле

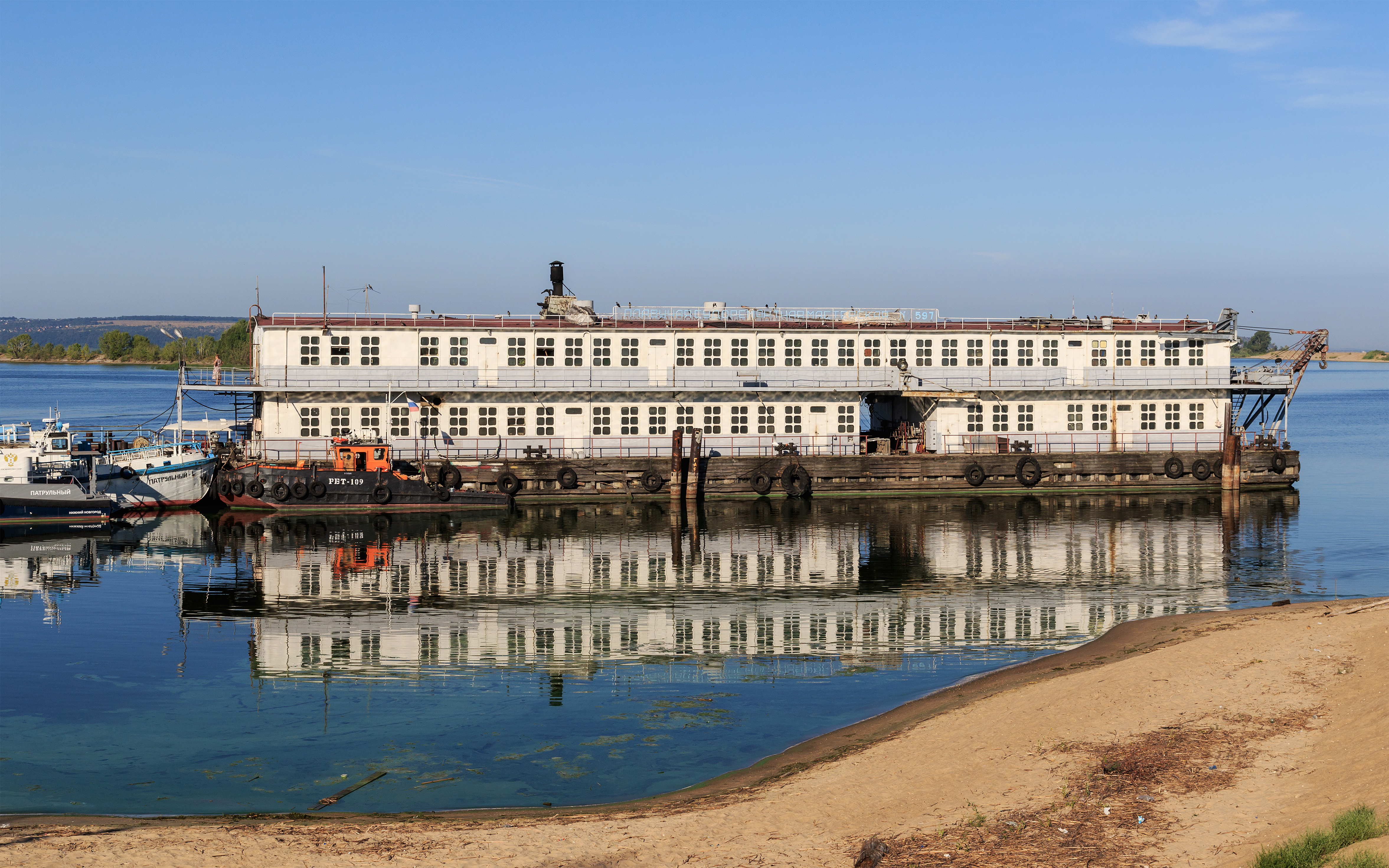
Плавучая судоремонтная мастерская

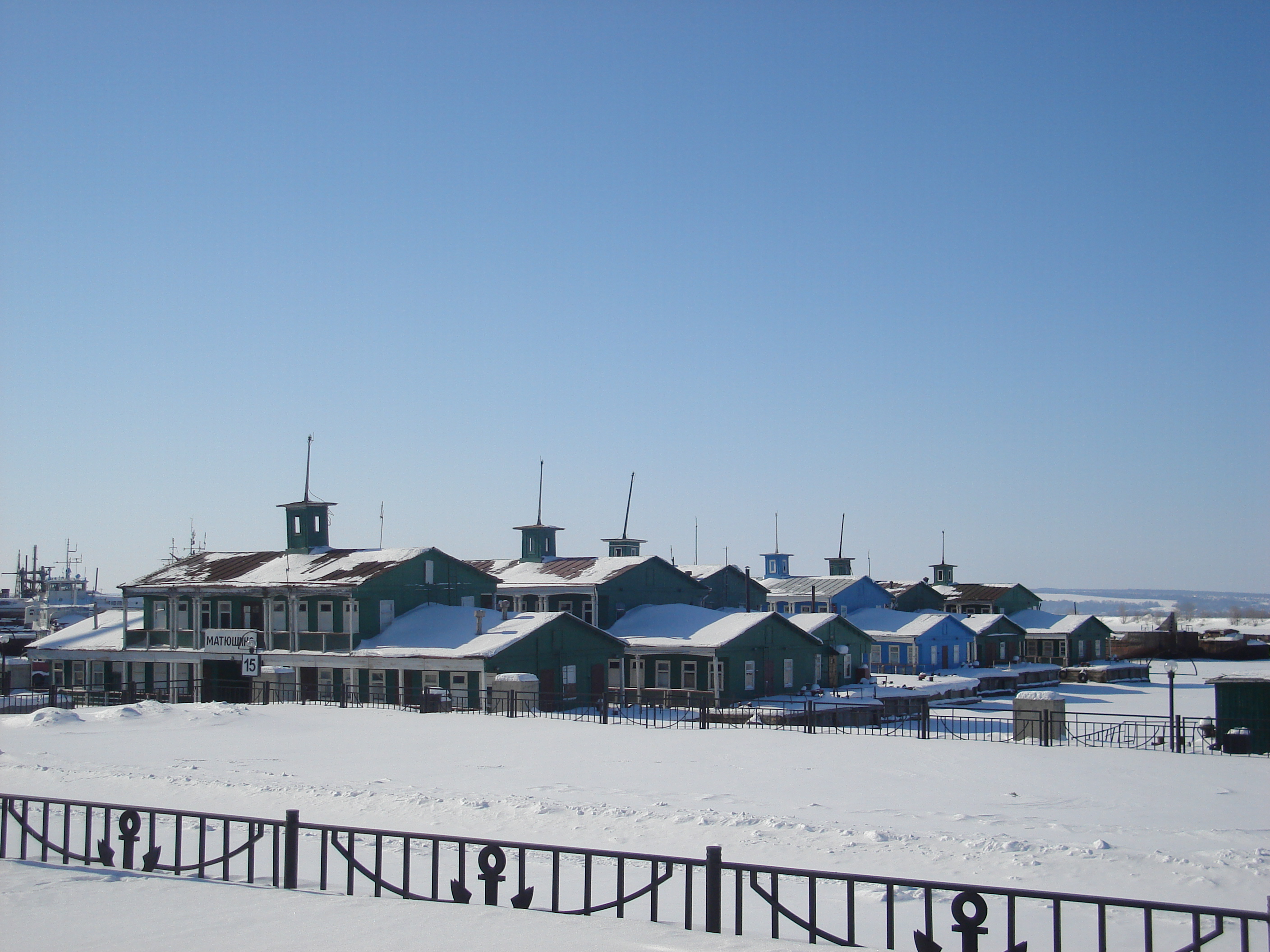
Пригородные дебаркадеры на зимовке

Для перевозки грузов Казанский речной порт, в целом, на своём балансе имеет грузовой флот общим тоннажем 77 500 тонн. Порт имеет грузовые зоны (казанскую и чистопольскую) общей площадью 14 гектаров для складирования и хранения тарно-штучных и навалочных грузов, контейнеров. Крытые склады имеют площадь 11 000 м². Краны порта грузоподъёмностью от 5 до 100 тонн способны переработать 34 300 тонн грузов и до 1 300 контейнеров в сутки.
К собственно грузовой зоне Казанского порта — Волжскому грузовому району (ВГР ОАО «СК „Татфлот“») — относятся вертикальная шпунтовая стенка и причал-откос, на которых расположены портальные краны, служащие для обработки флота, вагонов и автотранспорта как с нерудно-строительными, тарно-штучными грузами, так и с гипсом, металлом, тяжеловесными и прочими навалочными грузами; элеватор; подъездные железнодорожные пути, обеспечивающие погрузки «судно-вагон», «вагон-судно»; а также крытые складские помещения для хранения тарно-штучных грузов (общей площадью до 5000 м²).
Причалы № 1 и № 2:
- Протяжённость 250 п/м
- Портальные краны венгерского производства «Ганц-1», «Ганц-2», «Ганц-4» и «Ганц-13» грузоподъёмностью 6 тонн.
- Открытая складская площадь для тарно-штучных грузов 2 250 м².
- Закрытые терминалы с рампами для железнодорожных вагонов, предназначенные для хранения оборудования и тарно-штучных грузов общей площадью 11 000 м².

Причал № 3:
- Протяжённость 150 п/м
- Портальные краны:
  - «Ганц-280» и «Ганц-305» грузоподъёмностью 6 тонн;
  - «Ганц-268» грузоподъёмностью 16/27 тонн;
  - «Альбатрос—112» грузоподъёмностью 10/20 тонн.
- Открытая складская площадь тарно-штучных грузов 2 250 м².

Причал № 4:
- Протяжённость 250 п/м
- Портальные краны «Ганц-1», «Ганц-2», «Ганц-4», «Ганц-13» грузоподъёмностью 6 тонн.
- Открытая складская площадь для тарно-штучных грузов 2 250 м².
- Закрытые терминалы с рампами для ж/д вагонов, предназначенные для хранения оборудования и тарноштучных грузов общей площадью 11 000 м².

Причал № 5:
- Протяжённость 80 п/м.
- Портальный кран «Альбатрос-1345» грузоподъёмностью 10/20 тонн.
- Открытая складская площадь для навалочных грузов 2 400 м².

Причал № 6:
- Протяжённость 200 п/м.
- Портальные краны «Альбатрос-1185», «Альбатрос-935» грузоподъёмностью 10/20 тонн.

Открытая складская площадь для навалочных грузов 14 000 м².
Причал № 7:
- Протяжённость 130 п/м.
- Портальные краны «Альбрехт-32», «Альбрехт-92», «Альбрехт-73» грузоподъёмностью 10 тонн.
- Открытая складская площадь для навалочных грузов 3 900 м².

Причал № 8:
- Протяжённость 40 п/м.
- Портальный кран «Дерик-9» грузоподъёмностью 100 тонн.
- Площадка для переработки тяжёловесных грузов.

На причале-откосе длиной 200 п/метров расположены портальные краны «Альбатрос-2377» и «Альбатрос-1752» грузоподъёмностью по 10/20 тонн, а также «Ганц-126» грузоподъёмностью 16 тонн. Ими обеспечивается выгрузка нерудно-строительных материалов из судов с погрузкой в вагоны и автотранспорт.
Кроме того, для обработки флота на необорудованных причалах, порт имеет 10 плавучих кранов (пять 16-тонных кранов модели КПЛ 16/30 и пять 5-тонных кранов модели КПЛ 5/30).

## Транспортная доступность
Казанский речной порт связывает три главные транспортные магистрали Казани:
- железнодорожную (узловая сортировочная станция Юдино Горьковской железной дороги);
- водную;
- подъездные автомобильные пути (улицы Меховщиков, Магистральная), связывающие речпорт с международным аэропортом «Казань» и трассой федерального значения на города Оренбург, Уфу, Нижний Новгород.

Это позволяет порту перерабатывать грузы смешанного сообщения (автомобильного, водного, железнодорожного) в любом направлении.
К остановке «Речной порт» подходят городские трамвайные, автобусные и троллейбусные маршруты, связывающие его с расположенными неподалёку центральным автовокзалом и железнодорожным вокзалом.
Непосредственно у речного вокзала на одноимённой площади также находится перрон междугородных и туристических автобусов.